# Liste von Terroranschlägen im Südsudan
Die Liste von Terroranschlägen im Südsudan beinhaltet eine Übersicht über im Südsudan verübte Terroranschläge.

## Erläuterung
In der Spalte Politische Ausrichtung ist die politische bzw. weltanschauliche Einordnung der Täter angegeben: faschistisch, rassistisch, nationalistisch, nationalsozialistisch, sozialistisch, kommunistisch, antiimperialistisch, islamistisch (schiitisch, sunnitisch, deobandisch, salafistisch, wahhabitisch), hinduistisch. Bei vorrangig auf staatliche Unabhängigkeit oder Autonomie zielender Ausrichtung ist autonomistisch vorangestellt, gefolgt von der Region oder der Volksgruppe und ggf. weiteren Merkmalen der Täter: armenisch, irisch (katholisch), kurdisch, tirolisch, tschetschenisch, dagestanisch, punjabisch (sikhistisch), palästinensisch.
Die Opferzahlen der Anschläge werden farbig dargestellt:

Die Zahl bei den Anschlägen getöteter/verletzter Täter ist in Klammern ( ) gesetzt.

## 2012
| Datum/Beginn    | Ort     | Artikel/Quelle(n) | Täter                 | Politische Ausrichtung | Mittel       | Ziel          | Tote | Verletzte | Hintergrund                           |
| --------------- | ------- | ----------------- | --------------------- | ---------------------- | ------------ | ------------- | ---- | --------- | ------------------------------------- |
| 28. Januar 2012 | Warrap  | [ 1 ]             |                       |                        | Schusswaffen | Zivilisten    | 41   |           | Bürgerkrieg im Südsudan 2013 bis 2018 |
| 23. August 2012 | Jonglei | [ 2 ]             | David Yau Yau Militia |                        | Schusswaffen | Militärkonvoi | 24   | 12        | Bürgerkrieg im Südsudan 2013 bis 2018 |

## 2013
| Datum/Beginn     | Ort     | Artikel/Quelle(n) | Täter                 | Politische Ausrichtung | Mittel                                                    | Ziel   | Tote     | Verletzte | Hintergrund                       |
| ---------------- | ------- | ----------------- | --------------------- | ---------------------- | --------------------------------------------------------- | ------ | -------- | --------- | --------------------------------- |
| 08. Februar 2013 | Jonglei | [ 3 ]             | David Yau Yau Militia |                        | Panzerfäuste, Automatische Schusswaffen, Macheten, Speere | Konvoi | 86 (+17) | 13        | Bürgerkrieg im Südsudan seit 2013 |
| 20. Oktober 2013 |         | [ 4 ] [ 5 ] [ 6 ] |                       |                        | Mörser, Automatische Schusswaffen                         | Dörfer | 79       | 87        | Bürgerkrieg im Südsudan seit 2013 |

## 2014
| Datum/Beginn     | Ort     | Artikel/Quelle(n) | Täter   | Politische Ausrichtung | Mittel                     | Ziel                          | Tote     | Verletzte | Hintergrund                           |
| ---------------- | ------- | ----------------- | ------- | ---------------------- | -------------------------- | ----------------------------- | -------- | --------- | ------------------------------------- |
| 31. Januar 2014  | Warrap  | [ 7 ]             |         |                        | Schusswaffen               | Dorf                          | 35       | 10        | Bürgerkrieg im Südsudan 2013 bis 2018 |
| 31. Januar 2014  | Warrap  | [ 8 ]             |         |                        | Schusswaffen               | Dorf                          | 7        | 21        | Bürgerkrieg im Südsudan 2013 bis 2018 |
| 05. Februar 2014 | Jonglei | [ 9 ]             | SPLM-IO |                        | Schusswaffen, Panzerfäuste | Dorf                          | 26       |           | Bürgerkrieg im Südsudan 2013 bis 2018 |
| 15. April 2014   | Bentiu  | [ 10 ]            | SPLM-IO |                        | Schusswaffen               | Moschee                       | 287      | 400       | Bürgerkrieg im Südsudan seit 2013     |
| 15. April 2014   | Bentiu  | [ 11 ]            | SPLM-IO |                        | Maschinengewehr            | Händler                       | 45       | 3         | Bürgerkrieg im Südsudan 2013 bis 2018 |
| 17. April 2014   | Bor     | [ 12 ]            |         |                        | Panzerfaust, Schusswaffen  | UNMISS-Stützpunkt, Zivilisten | 47 (+15) | 100       | Bürgerkrieg im Südsudan seit 2013     |

## 2015
| Datum/Beginn       | Ort     | Artikel/Quelle(n) | Täter              | Politische Ausrichtung | Mittel       | Ziel     | Tote     | Verletzte | Hintergrund                           |
| ------------------ | ------- | ----------------- | ------------------ | ---------------------- | ------------ | -------- | -------- | --------- | ------------------------------------- |
| 18. April 2015     | Juba    | [ 13 ]            |                    |                        | Granate      | Gebäude  | 10       | 40        | Bürgerkrieg im Südsudan 2013 bis 2018 |
| 13. September 2015 | Unity   | [ 14 ]            | SPLM-IO            |                        | Schusswaffen | Soldaten | 6 (+8)   | 20        | Bürgerkrieg im Südsudan seit 2013     |
| 04. Oktober 2015   | Unity   | [ 15 ]            |                    |                        | Panzerfäuste | Soldaten | 14 (+38) | 42        | Bürgerkrieg im Südsudan seit 2013     |
| 13. November 2015  | Jonglei | [ 16 ]            | vermutlich SPLM-IO |                        |              | Dorf     | 20       |           | Bürgerkrieg im Südsudan seit 2013     |

## 2016
| Datum/Beginn     | Ort         | Artikel/Quelle(n) | Täter                                             | Politische Ausrichtung | Mittel                         | Ziel              | Tote      | Verletzte | Hintergrund                       |
| ---------------- | ----------- | ----------------- | ------------------------------------------------- | ---------------------- | ------------------------------ | ----------------- | --------- | --------- | --------------------------------- |
| 28. Januar 2016  | Upper Nile  | [ 17 ]            |                                                   |                        | Maschinengewehre, Entführung   | Dorf              | 24        | 25        | Bürgerkrieg im Südsudan seit 2013 |
| 16. März 2016    | Unity       | [ 18 ]            | SPLM-IO                                           |                        | Maschinengewehre, Panzerfäuste | Bus               | 12        | 50+       | Bürgerkrieg im Südsudan seit 2013 |
| 15. Juni 2016    | Haute-Kotto | [ 19 ]            | LRA / Islamic Movement for the Liberation of Raja | christlich             | Schusswaffen, Brandstiftung    | Soldaten          | 41        | 5         | Sezessionskrieg im Südsudan       |
| 25. Juni 2016    | Wau         | [ 20 ]            | Islamic Movement for the Liberation of Raja       |                        | Schusswaffen                   | Stadt             | 43+       | 0         | Bürgerkrieg im Südsudan seit 2013 |
| 19. August 2016  | Jonglei     | [ 21 ]            | SPLM-IO                                           |                        | Schusswaffen                   | Dorf              | 33 (+250) |           | Bürgerkrieg im Südsudan seit 2013 |
| 08. Oktober 2016 | Yei         | [ 22 ]            | vermutlich SPLM-IO                                |                        | Schusswaffen, Brandstiftung    | Flüchtlingskonvoi | 21        | 20        | Bürgerkrieg im Südsudan seit 2013 |

## 2017
| Datum/Beginn       | Ort            | Artikel/Quelle(n) | Täter           | Politische Ausrichtung | Mittel       | Ziel                              | Tote     | Verletzte | Hintergrund                       |
| ------------------ | -------------- | ----------------- | --------------- | ---------------------- | ------------ | --------------------------------- | -------- | --------- | --------------------------------- |
| 14. April 2017     | Raja           | [ 23 ] [ 24 ]     | SPLM-IO         |                        | Schusswaffen | Militärkaserne, Regierungsgebäude | 15 (+59) | 28        | Bürgerkrieg im Südsudan seit 2013 |
| 05. Mai 2017       | Terekeka       | [ 25 ] [ 26 ]     |                 |                        | Schusswaffen | Passagierbusse                    | 30       | 15        | Bürgerkrieg im Südsudan seit 2013 |
| 18. September 2017 | Nhialdiu       | [ 27 ]            | SPLM-IO         |                        |              | Sicherheitskräfte, Zivilisten     | 25+      |           | Bürgerkrieg im Südsudan seit 2013 |
| 27. November 2017  | Jonglei        | [ 28 ] [ 29 ]     | SPLM-IO         |                        | Schusswaffen | Dörfer, Hilfsarbeiter             | 68+      | 19        | Bürgerkrieg im Südsudan seit 2013 |
| 30. November 2017  | Bahr al-Ghazal | [ 30 ]            | Nuer White Army |                        |              | Zivilisten                        | 19       | 20        | Bürgerkrieg im Südsudan seit 2013 |
| 24. Dezember 2017  | Unity          | [ 31 ]            | SPLM-IO         |                        |              | Dorf                              | 15       | 26        | Bürgerkrieg im Südsudan seit 2013 |

## 2018
| Datum/Beginn       | Ort                 | Artikel/Quelle(n) | Täter   | Politische Ausrichtung | Mittel  | Ziel        | Tote | Verletzte | Hintergrund                       |
| ------------------ | ------------------- | ----------------- | ------- | ---------------------- | ------- | ----------- | ---- | --------- | --------------------------------- |
| 30. Juni 2018      | Northern Upper Nile | [ 32 ]            | SPLM-IO |                        |         | Viehlager   | 15   | 22        | Bürgerkrieg im Südsudan seit 2013 |
| 28. September 2018 | Yambio              | [ 33 ]            |         |                        | Granate | Gedenkfeier | 9    | 35        | Bürgerkrieg im Südsudan seit 2013 |

## 2019
| Datum/Beginn | Ort            | Artikel/Quelle(n) | Täter            | Politische Ausrichtung | Mittel | Ziel   | Tote | Verletzte | Hintergrund                       |
| ------------ | -------------- | ----------------- | ---------------- | ---------------------- | ------ | ------ | ---- | --------- | --------------------------------- |
| 28. Mai 2019 | Bahr al-Ghazal | [ 34 ] [ 35 ]     | Nuer-Extremisten |                        |        | Hirten | 34   | 18        | Bürgerkrieg im Südsudan seit 2013 |

## 2022
| Datum/Beginn      | Ort               | Artikel/Quelle(n) | Täter | Politische Ausrichtung | Mittel       | Ziel              | Tote | Verletzte | Hintergrund |
| ----------------- | ----------------- | ----------------- | ----- | ---------------------- | ------------ | ----------------- | ---- | --------- | ----------- |
| 21. November 2022 | Central Equatoria | [ 36 ]            |       |                        | Schusswaffen | Busse, Zivilisten | 3    | 22        |             |